# الکساندر دوردویچ
الکساندر دوردویچ (سیریلیک صربی: Александар "Саша" Ђорђевић، زاده ۲۶ اوت ۱۹۶۷) بازیکن سابق و مربی بسکتبال اهل صربستان است.
وی سابقه بازی در تیم‌هایی همچون پارتیزان، المپیا میلان، بارسلونا و رئال مادرید را در کارنامه دارد.